# Inhibitori angiogeneze
Inhibitori angiogeneze su supstance koje inhibiraju rast novih krvnih sudova (angiogenezu). Mogu biti endogeni (kao normalni deo kontrole telesnih funkcija) ili ekzogeni (uneti farmaceutskim lekovima ili ishranom).
Nekad se smatralo da inhibitori angiogeneze imaju veliki potencijal kao silver bullet (srebrni metak) koji se može primeniti u lečenju mnogih vrsta karcinoma, ali se vremenom praksa je pokazala da anti-angiogena terapija ima mnoga ograničenja, jer su naučnici još uvek daleko od potpunog razumevanja patofizioloških mehanizama angiogeneze.
Bez obzira na ta ograničenja, inhibitori angiogenezes se sve više koriste kao efikasno sredstvo u lečenju kancera, vlažne makularne degeneracije oka i drugih bolesti praćenih proliferacijom krvnih sudova. Ostaje nada da će buduća istraživanja angiogenezne bolesti moći da rasvetle za sada skrivena mesta potencijalne terapijske intervencije inhibitorima angiogeneze.

## Istorija istraživanja antiangiogene terapije
Ako se izgubi ravnoteža između angiogenih i angiostatskih faktora, angiogeneza postaje patološka te kao takva može doprinositi patogenezi mnogih bolesti, pre svega tumora, reumatoidnog artritisa, psorijaze, proliferativne dijabetesne retinopatije, te u razvoju kolateralne cirkulacije u ishemičnim organima (npr. hipoksičnom srcu) i ekstremitetima. U patogenezi malignih bolesti angiogeneza ima ulogu u rastu primarnog tumora ali u u nastanku i rastu metastaza (pa se čini da ona ima i pozitivan i negativan učinak).
Prvobitna, saznanje da je angiogeneza od vitalnog značaja za rast čvrstog tumora, dalo je nadu za moguće projektovanje efikasnih metoda za lečenje tumora, koja bi zaustavila rast i napredovanje tumora, i time stabilizovala zdravlja pacijentima sa malignim bolestima. Tako je nastala ideja o primeni antiangiogena terapije, koja bi se zanivala na sprečavanju (inhibiciji) rasta novih krvnih sudova i povlačenju (regresiji) novonastalih, nezrelih krvnih sudova, tumora blokiranjem proangiogenih faktora, čime bi složeni balans između proangiogenih i antiangiogenih faktora koji postoji u svim mikrovaskularnim sistemima i deluje kao faktor uvećanja ili smanjenja formacija krvnih sudova, bio stabilizovan.

Dosad je otkriveno mnogo angiogenih i angiostatskih faktora čija je dobra usklađenost preduslov da bi angiogeneza bila u fiziološkim granicama. Kako... 
poznavanje tih faktora izlazi iz okvira akvademizma s obzirom na zavisnost tumorskog rasta od angiogenih procesa i potencijalnim uticajen njihove blokade...u početku istraživanja u ovome području postojao je izrazito optimističan stav o mogućem efikasnom leku, koji bi dovodio do blokade procesa
angiogeneze i posledi~no do ishemijskog oštećenja tumora.
Genska stabilnost endotelnih ćelija, kao preduslov njihove trajne osetljivosti na terapiju, ali i njihova uniformnost među pojedinim tipovima tumora, čine antiangiogenu terapiju, gledano teorijski, izrazito efikasno. Nakon početnih pretkličinih ispitivanja koja su dala vrlo obećavajuće rezultate klinički eksperimenti, ipak nisu potvrdili velika hipotetička očekivanja.
I pored toga danas prevladava mišljenje da bi terapija antiangiogenim faktorima mogla imati primenu u kombinaciji sa konvencionalnim hemoterapijskim protokolima, sa ciljem da poveća njihov učinak.

Zasada postoji 40-ak studija u svetu u kojima se izvode ispitivanjadejstva antiangiogene terapije. 
Očekujući njihove rezultate i rezultate ispitivanja drugih ciljanih (pametnih) lekova, javlja se potreba boljeg poznavanja osnovnih molekularnih mehanizama, kao i nada u njihovu superiornost u odnosu na trenutne terapijske obrasce.

## Mehanizam dejstva angiogeneze
Angiogeneza je složen biološki proces, koji obuhvata četiri koordinisana stadijuma (vazodilataciju i povećanje propustljivosti zida krvnog suda, destabilizaciju krvnog suda i razgradnju matriksa, proliferaciju i migraciju endotelnih ćelija, formiranje i stabilizaciju novog krvnog suda). U tomprocesu angiogeneza je izrazito važan proces u patogenezi malignih
bolesti. Tumorski rast, kao i rast udaljenih metastaza, bio bi nemoguć bez razvoja krvnih sudova potrebnih za ishranu tumora hranjivim materijama.
U ranoj fazi rasta, većina humanih tumora ne izaziva angiogenezu,jer tumori dijametra 1−2 mm difuzijom dobija sve materije koje su mu neophodne za rast, tako da dalja sudbina tumora zavisi od razvoja adekvatne neovaskularizacije, pa tumori godinama ostaju mali ili in situ. Tekk kada tumor stimuliše rast novih krvnih sudova, smatra se da je on prošao angiogeni prekidač (angiogenic switch), koji je okončao stanje vaskularnog mirovanja. Zadatak angiogenog prekidača je da dovode do ekspresije tumora pro-angiogenim faktorim koji povećavaju vaskularizaciju tumora. Konkretno, tumorske ćelije oslobađaju različite pro-angiogene parakrine faktore (uključujući angiogenin, vaskularni endotelni faktor rasta (VEGF), fibroblastni faktor rasta (FGF) i transformišući faktora rasta-β (TGF-β), koji: stimulišu proliferaciju endotelnih ćelija i izazivaju migraciju i invaziju endotelnih ćelija koja rezultuje novim vaskularnim strukturama, koje vode poreklo iz obližnjih krvnih sudova. Za vezivanje i migraciju endotelnih ćelija u ekstracelularnu matricu, važnu ulogu imaju i molekuli koji su odgovorni za adhezije ćelija, kao što su integrini.
Glavni stimulus za ovaj angiogeni prekidač, je povećano stvaranje angiogenih faktora i/ili gubitak angiogenih inhibitora, čemu najčešče prethodi lišavanje kiseonika u tkivima, iako treba imati u vidu da i drugi stimulansi kao što su upala, onkogene mutacije i mehanički stres takođe mogu imati značajnu ulogu.
Kada angiogeni faktori odnesu prevagu nad angiogenim inhibitorima, počinje formiranje novih krvnih sudova u tumoru, što označava prelazak premaligniteta u zloćudni tumor. Angiogeni faktori koje izlučuju tumorske ćelije 10.000 puta povećavaju sposobnost deobe endotelnih ćelija. One zatim migriraju, i tom prilikom razgrađuju bazalnu membranu kapilara i međućelijsku supstanciju zahvaljujući proteazama koje same luče, ili ih izlučuju tumorske ćelije i makrofagi. Na kraju, endotelne ćelije izgrađuju tumorske krvne sudove, koji su propustljiviji, prošireni i nasumično povezani. Na taj način krvni sudovi tumora predstavljaju ulazna vrata tumorskih ćelija u cirkulaciju, što je prvi korak ka razvoju metastaza. U vezi sa navedenim utvrđeno je da je angiogeneza u neposrednoj vezi sa zloćudnom transformacijom tumora, odnosno što je angiogeneza naglašenija, tumor je zloćudniji i brže metastazira

## Principi savremene antiangiogene terapije tumora
Prvobitna, saznanje da je angiogeneza od vitalnog značaja za rast čvrstog tumora, dalo je nadu za moguće projektovanje efikasnih metoda za lečenje tumora, koja bi zaustavila rast i napredovanje tumora, tj stabilizovala zdravlja pacijentima sa malignim bolestima. Tako je nastala ideja o primeni antiangiogena terapije, koja bi se zanivala na sprečavanju (inhibiciji) rasta novih krvnih sudova i povlačenju (regresiji) novonastalih, nezrelih krvnih sudova, tumora blokiranjem proangiogenih faktora. Složeni balans između proangiogenih i antiangiogenih faktora postoji u svim mikrovaskularnim sistemima i deluje kao faktor uvećanja ili smanjenja formacija krvnih sudova.
Glavni antiangiogeni i proangiogeni faktori koji su do sada razjašnjeni navedeni su u donjoj tabeli, mada nisu svi njihovi međusobni mehanizmi u potpunosti shvaćeni:
| Stimulatori angiogeneze | Inhibitori angiogeneze |
| --- | --- |
| - Aktivatori plazminogena - Angiopoetini - Angiotenzin II - CXC hemokini sa ELR motivom - Endotelini - Eritropoetin (EPO) - E-selektin - Familija vaskularnih endotelnih faktora rasta (familija VEGF) - Familija fibroblastnih faktora rasta (familija-FGF) - Faktori rasta slični insulinu (IGFi) - Integrini - Interleukini - Inhibitor aktivatora plazminogena (IAP) - Leptin - Metaloproteinaze matriksa (MMP) - Azot monoksid (NO) - Trombocitni faktor rasta (PDGF) - Rezistin - Neuropeptid Y (NPY) - Transformišući faktor rasta β (TGFβ) - Tumorski faktor nekroze α (TNFα) - Urotenzin II - Vaskularni ćelijski adhezivni molekul-1 (VCAM-1) - Vazoaktivni intestinalni peptid (VIP) | - Angiostatin - Antitrombin III - Arestin - Endorepelin - Endostatin - Fibulin - Fragment prolaktina - Grelin - Inhibitor aktivatora plazminogena (IAP) - Interferon α (INFα) - Interferon β (INFβ) - Kanstatin - Kolagen XVIII - Metaloproteinaze matriksa (MMP) - Natriuretički peptidi - Prolaktin - Somatostatin - Tkivni inhibitori MMP - Trombocitni faktor-4 - Trombospondin-1 - Trombospondin-2 - Troponin-1 - Tumstatin - Vaskulostatin - CXC hemokini bez motiva |

Najznačajniji stimulatori angiogeneze su, smatra se, iz grupe faktora rasta fibroblasta (FGF) i faktora rasta vaskularnog endotela (VEGF), ali se spisak otkrivenih proangiogenih i antiangiogenih molekula neprekidno uvećava.

### Glavni principi antangiogene terapije
Antiangiogena terapija je zasnovana na 4 principa.
Prvi terapijski princip
Prvi princip je blokada dejstva specifičnih angiogenih faktora, odnosno onih koji imaju mitogeni efekat na endotelne ćelije. Od takvih lekova najširu upotrebu u kliničkim istraživanjima ima specifično antitelo za VEGF receptor bevacuzimab, koji se nalazi u različitim fazama kliničkog ispitivanja u terapiji dijabetesne retinopatije, kolorektalnog karcinoma, karcinoma pluća, karcinoma dojke, i drugih kliničkih stanja. Na istom nivozu procesu angiogeneze deluju i inhibitori
tirozinske kinaze koja se nalazi na unutarćelijskom delu receptora za VEGF, i služi za prenos signala u ćeliji. Primer takvog leka je SU5416 za koji je dokazana dobra podnošljivost u fazi I kliničkog istraživanja.
Drugi terapijski princip
Sledeća strategija je smanjenje dejstva bilo faktora, bilo ćelija, koje stimučiću preživljenje endotelnih ćelija. Upravo iz takvog razmišljanja proizašao je razvoj integrinskih antagonista koji onemogućavaju vezanje endotelne ćelije za ekstracelularni matriks, što dovode do njene apoptotske smrti.
Treći terapijski princip
Poznavanje angiostatskih faktora kao što su endostatin i angiostatin dovelo je do njihove primene u pretkliničkim i kliničkim studijama u kojima je dokazao svoj antiangiogeni potencijal uz minimalnu toksičnost.
Četvrti terapijski princip
Posljednji način lečenja odnosi se na blokadu nekih puteva koji mogu voditi pojačanju angiogenih faktora. Tako je npr. poznato da prenos signala putem HER2/neu receptora dovodi do pojačanja angiogeneze. Uspešnom blokadom tog puta trastuzumabom dolazi do indirektnog blokiranja angiogeneze. Sličnim mehanizmom deluju i inhibitori ciklooksigenaze s obzirom na to da jedan od produkata delovanja tog enzima prostaglandin E2 koji dovodi do porasta ekspresije angiogenih faktura. Upravo se tim mehanizmom tumači smanjena učestalost nekih tumora (kolorektalni karcinom) u osoba koje su uzimale COX-2 (ciklooksigenaza 2) inhibitore, pa je u tom smislu njihova primjena čini klinički opravdanom.

## Egzogeni regulatori

### Bevacizumab
Bevacizumab (brend Avastin, Genentek/Roš) je monoklonsko antitelo koje se selektivno veže na protein vaskularni endotelijalni faktor rasta A (VEGFA), koji se nalazi na sastavu krvnih i limfnih sudova..
Mehanizam dejstva
Bevacizumab se vezuje za faktor rasta vaskularnog endotela (vascular endothelial growth factor - VEGF), ključni pokretač vaskulogeneze i angiogeneze, i na taj način inhibira vezivanje VEGF za receptore, Flt-1 (VEGFR-1) i KDR (VEGFR-2), na površini endotelnih ćelija. Neutralizacijom aktivnosti VEGF smanjuje se vaskularizacija tumora, normalizuje se preostala vaskulatura tumora, inhibira se stvaranje nove tumorske vaskulature, i na taj način inhibira tumorski rast.
Farmakodinamska dejstva
Davanje bevacizumaba ili njegovog roditeljskog mišjeg antitela ksenotransplantnim modelima karcinoma kod atimičnog (bez timusa) miša dovodi do ekstenzivne anti-tumorske aktivnosti u slučajevima karcinoma kod ljudi, uključujući kolon, dojku, pankreas i prostatu. Progresija metastatske bolesti je inhibirana i smanjena je
mikrovaskularna permeabilnost.
Indikacije
- U kombinaciji sa hemioterapijom na bazi fluoropirimidina indikovan je za terapiju bolesnika sa metastatskim karcinomom kolona ili rektuma.
- U kombinaciji sa paklitakselom ili docetakselom je indikovan za prvu liniju terapije kod pacijenata sa metastatskim karcinomom dojke.
- Uz hemioterapiju na bazi platine, indikovan za prvu liniju terapije kod pacijenata sa neresektabilnim uznapredovalim, metastatskim ili recidivirajućim nesitnoćelijskim karcinomom pluća, izuzev kada se radi predominantno o histologiji skvamoznih ćelija.
- U kombinaciji sa interferonom alfa-2a indikovan za prvu liniju terapije kod pacijenata sa uznapredovalim i/ili metastatskim karcinomom bubrega.

Kontraindikacije
- Preosetljivost na aktivnu supstancu ili na neku od pomoćnih materija.
- Preosetljivost na ćelijske proizvode jajnika kineskog hrčka (Chinese hamster ovary-CHO) ili druga rekombinantna humana ili humanizovana antitela.
- Trudnoća

### Talidomid
Talidomid je uveden u upotrebu kao sedativ kasnih 1950-tih godina. 1961. godine je povučen sa tržišta zbog teratogenosti i neuropatije. U današnje vreme postoji rastući klinički interes za talidomid, i on je uveden kao imunomodulatorno sredstvo koje se prvenstveno koristi, u kombinaciji sa deksametazonom, u lečenju multiplog mijeloma. Ispitivanja na zebrastim ribama, kokoškama, zečevima i primatima uključujući i ljude pokazala su da je ovaj lek potentan teratogen: može doći do ozbiljnih urođenih defekata ako se lek uzima u toku trudnoće.

### Kanabinoidi
Prema studiji objavljenoj 15. avgusta 2004. godine u časopisu Cancer Research, kanabinoidi, aktivni sastojci u marihuani, ograničavaju nadražaj krvnih sudova na gliome (tumore mozga) implantirane pod kožu miševa, inhibirajući ekspresiju gena potrebnih za proizvodnju faktora vaskularnog endotelnog rasta (VEGF).

## Dosadašnja saznanja o učinku terapije specifičnim inhibitorima angiogeneze
Za sada terapija specifičnim inhibitorima angiogeneze nije pokazala nuspojave karakteristične za primenu klasične hemoterapije (supresija koštane srži, mučnina, povraćanja, gubitak kose). Najbolje istraženi lek u ovoj grupi je bevacuzimab (anti VEGF antitelo), za koji je pokazano da može dovesti (iako u relativno malom procentu bolesnika), do krvarenja iz tumorske mase koja mogu biti potencijalno opasna s obzirom na lokalizaciju. Iako su početna istraživanja na eksperimentalnim životinjama dala vrlo ohrabrujuče rezultate, kasniji klinički eksperimenti su imali bili delimično razočaravajuće rezultate.
Dana se smatra da će inhibitori angiogeneze sve više pronaći svoju ulogu ponajviše u kombinaciji sa trenutno postojećim citostaticima s obzirom na to da se pokazalo da povećavaju njihovu efikasnost. Mada je na prvi pogled paradoksalno da lekovi čija je osnovna funkcija uništavanje krvnih sudova, pojačavaju dejstvo lekova čiji dolazak na mesto delovanja zavisi upravo o njihovoj prisutnosti, pa se čini da inhibitori angiogeneze svojom normalizom tumorskih krvnih sudova stimuliše protok pojačavajući time učinak konvencionalne hemoterapije. Osim toga upravo takvom normalizacijom vaskularizacije smatra se da terapija inhibitorima angiogeneze stimuliše učinak radijacione terapije.
Na ovim tabelama navedene su studije zasnovane na primeni inhibitorima angiogeneze, u lečenju raka dojke i debelog creva.
| Lek             | Mehanizam delovanja                        | Naziv studije |
| --------------- | ------------------------------------------ | --- |
| SU5416          | Inhibitor tirozinske kinaze VEGF receptora | SU5416 i doksorubicin u bolesnica sa stadijem IIIB ili IV inflamatornog raka dojke                                            |
| Talidomid       | Inhibicija sinteze citokina                | Talidomid i docetaksel u bolesnika sa uznapredovalim tumorima                                                                 |
| Bevacuzimab     | Anti VEGF-R antitelo                       | Bevacuzimab, docetaksel, doksorubicin i G-CSF u bolesnica sa prethodno nelečenim inflamiranim rakom dojke stadijuma IIIB i IV |
| Sojin izoflavon | Antiestrogeno djelovanje, inhibicija       | Sojin izoflavon u bolesnica s rakom dojke                                                                                     |
| CI-1040         | Inhibitor MAP kinaze                       | CI-1040 u bolesnika s uznapredovalim NSC pluća, rakom dojke, kolona i gušterače                                               |

Saznanja o anti-VEGF terapiji u oftalmologiji
Decenije istraživanja o VEGF dovele su do konačnog ishoda, terapije staračke degeneracije makule i makularnog edama putem inhibitora VEGF. U primeni oe metode pošlo se od činjenice da je ovaj faktor rasta krucijalan u procesu angiogeneze i vaskularnoj permeabilnosti u fiziološkim i patološkim uslovima.
U oftalmologiji upotreba anti-VEGF u vidu intravitrealnih aplikacija zapoćela je kod subretinalne neovaskularne mambrane (SRNVM) u sklopu senilne degeneracije makule, potom su sledila istraživanja kod makularnog edema u sklopu dijabetesne retinopatije kao i venskih okluzuja centralne ili granske vene retine.
Upotrebom anti VEGF agenasa postignut je veliki napredak u lečenju vaskularnihishemijskih oboljenja oka.
Prvi u nizu lekova koji je dobio odobrenje od FDA- US Food and Drug Administration bio je pegaptanib natrijum (Macugen®) i to za oftalmološku upotrebu u tretmanu subretinalne neovaskularne mambrane. Sledeüi odobren lek za oftalmološku upotrbu u lečenju eksudativne forme degeneracije makule je bio ranibizumab (Lucentis®). Lek predstavaljaju rekombinovana humanizovana antitela-At u vidu fragmenata aktivna protiv svih izoformi VEGF.
Zabeležena je i sve veća upotreba off-label preparata u oftalmologiji bevacizumaba (Avastin®). Bevacizumab je FDA odobren ali za sistemsku upotrebu kod pacijenata sa metastazama kolorektalnog karcinoma, ali ne i za upotrebu u oftalmologiji. Navedeni inhibitori VEGF; pegaptanib natrijum, ranibizumab i bevacizumab, ostvaruju svoje dejstvo direktnim vezivanjem i inhibicijom molekula VEGF.

## Literatura
- Robert Cooke. Dr. Folkman's War: Angiogenesis and the Struggle to Defeat Cancer. ISBN 978-0-375-50244-6.. Hardcover, 384 pages, Published February 6th 2001 by Random House.

## Spoljašnje veze
- Designing Clinical Trials by Robert Cooke (језик: енглески)
- The idea of antiangiogenesis was pioneered by Dr. Judah Folkman. See  and  (језик: енглески)
- „Angiogenesis Inhibitors for Cancer”. Архивирано из оригинала 11. 8. 2009. г.- from The Angiogenesis FoundationАрхивирано на веб-сајту  (11. август 2009), 23. jun 2009. (језик: енглески)
- „Angiogenesis Inhibitors for Eye Disease”. Архивирано из оригинала 11. 8. 2009. г.- from The Angiogenesis Foundation, 23. jun 2009. (језик: енглески)
- Angiogenesis Inhibitors in the Treatment of Cancer - from the National Cancer Institute (језик: енглески)
- Angiogenesis+Inhibitors на  (језик: енглески)

|  | Molimo Vas, obratite pažnju na važno upozorenje u vezi sa temama iz oblasti medicine (zdravlja). |

[[Категорија:Инхибитори{{WАрхивирано на веб-сајту  (11. август 2009)ayback|url=http://www.angio.org/understanding/inhibeye.php |date=20090811005923 }} ангиогенезе]]